# Ansefleda
Anseflède fou una dama franca i l'esposa de Waratto, alcalde del palau de Nèustria sota Teodoric III.

## Biografia
El 681 el majordom del palau Ebroí fou assassinat per Ermenfred, un funcionari del fisc, que va fugir amb els seus béns i es va refugiar a la cort de l'Austràsia. Els grans del regne de Nèustria es reuniren i van escollir com a successor d'Ebroí a Warattó, un senyor de feble poder, per tal de guardar la seva independència. Era tanmateix un important propietari predial a la regió de Rouen. De manera normal la llei franca preveia la venjança de l'homicidi del seu predecessor, el que significava atacar l'Austràsia, que protegia l'homicida, però Warattó va preferir fer la pau amb aquest regne governat pel majordom del palau Pipí d'Héristal. La situació era bastant delicada, ja que els dos regnes bé que governats per dos majordoms del palau sovint enemics, tenien llavors el mateix rei, Teodoric III. La pau decidida no va complaure a tots els nobles, i l'oposició es va reagrupar al voltant de Gislemar, el fill de Warrató, que va enderrocar al seu pare el 683. Gislemar va atacar l'Austràsia i va derrotar a Pipí prop de Namur el 684, però va morir poc després i Warattó va tornar al poder. Va morir dos anys més tard i Ansefleda va aconseguir fer designar al seu gendre Bercari per succeir-lo.
Però Berchaire va intentar tornar a la política d'Ebroí, antic majordom del palau, i sotmetre els noble al poder central. El descontentament augmenta, i homes poderosos com a sant Rieul, bisbe de Reims es van exiliar i es van refugiar a Austràsia, on van incitar a Pipí d'Héristal, majordom del palau del regne a combatre i expulsar a Bercaire.
La guerra fou declarada, i Bercari fou derrotat per Pipí a Tertry el juny del 687. Per tal de poder negociar la pau amb Pipí, Ansefleda va fer assassinar al seu gendre i va casar a la seva neta Adaltruda, filla de Bercari i d'Anstruda amb Drogó de Xampanya, duc de Xampanya, fill de Pipí. Drogó va morir el 708 i Adaltrudra probablement poc temps després i Ansefleda es va encarregar de l'educació del seu besnet Hug i probablement de la dels seus germans Godofreu, Arnulf i Pipí.

## Genealogia
|                                       |                                       |                                       |                                       |                                       |                                       |                                           |                                           |                                           |                                           |                                           |                                           |                                 |                                 |                                               |                                               |                                               |                                               |                                               |                                               |              |              | Warattó majordom de palau de Nèustria († 686) | Warattó majordom de palau de Nèustria († 686) | Warattó majordom de palau de Nèustria († 686) | Warattó majordom de palau de Nèustria († 686) | Warattó majordom de palau de Nèustria († 686) | Warattó majordom de palau de Nèustria († 686) |                                |                                | Ansefleda                                      | Ansefleda                                      | Ansefleda                                      | Ansefleda                                      | Ansefleda                                      | Ansefleda                                      |  |  |  |  |
|                                       |                                       |                                       |                                       |                                       |                                       |                                           |                                           |                                           |                                           |                                           |                                           |                                 |                                 |                                               |                                               |                                               |                                               |                                               |                                               |              |              | Warattó majordom de palau de Nèustria († 686) | Warattó majordom de palau de Nèustria († 686) | Warattó majordom de palau de Nèustria († 686) | Warattó majordom de palau de Nèustria († 686) | Warattó majordom de palau de Nèustria († 686) | Warattó majordom de palau de Nèustria († 686) |                                |                                | Ansefleda                                      | Ansefleda                                      | Ansefleda                                      | Ansefleda                                      | Ansefleda                                      | Ansefleda                                      |  |  |  |  |
|                                       |                                       |                                       |                                       |                                       |                                       |                                           |                                           |                                           |                                           |                                           |                                           |                                 |                                 |                                               |                                               |                                               |                                               |                                               |                                               |              |              |                                               |                                               |                                               |                                               |                                               |                                               |                                |                                |                                                |                                                |                                                |                                                |                                                |                                                |  |  |  |  |
|                                       |                                       |                                       |                                       |                                       |                                       |                                           |                                           |                                           |                                           |                                           |                                           |                                 |                                 |                                               |                                               |                                               |                                               |                                               |                                               |              |              |                                               |                                               |                                               |                                               |                                               |                                               |                                |                                |                                                |                                                |                                                |                                                |                                                |                                                |  |  |  |  |
|                                       |                                       |                                       |                                       |                                       |                                       | Pipí d'Héristal majordom de palau († 714) | Pipí d'Héristal majordom de palau († 714) | Pipí d'Héristal majordom de palau († 714) | Pipí d'Héristal majordom de palau († 714) | Pipí d'Héristal majordom de palau († 714) | Pipí d'Héristal majordom de palau († 714) |                                 |                                 | Bercari majordom de palau de Nèustria († 687) | Bercari majordom de palau de Nèustria († 687) | Bercari majordom de palau de Nèustria († 687) | Bercari majordom de palau de Nèustria († 687) | Bercari majordom de palau de Nèustria († 687) | Bercari majordom de palau de Nèustria († 687) |              |              | Anstruda                                      | Anstruda                                      | Anstruda                                      | Anstruda                                      | Anstruda                                      | Anstruda                                      |                                |                                | Gislemar majordom de palau de Nèustria († 685) | Gislemar majordom de palau de Nèustria († 685) | Gislemar majordom de palau de Nèustria († 685) | Gislemar majordom de palau de Nèustria († 685) | Gislemar majordom de palau de Nèustria († 685) | Gislemar majordom de palau de Nèustria († 685) |  |  |  |  |
|                                       |                                       |                                       |                                       |                                       |                                       | Pipí d'Héristal majordom de palau († 714) | Pipí d'Héristal majordom de palau († 714) | Pipí d'Héristal majordom de palau († 714) | Pipí d'Héristal majordom de palau († 714) | Pipí d'Héristal majordom de palau († 714) | Pipí d'Héristal majordom de palau († 714) |                                 |                                 | Bercari majordom de palau de Nèustria († 687) | Bercari majordom de palau de Nèustria († 687) | Bercari majordom de palau de Nèustria († 687) | Bercari majordom de palau de Nèustria († 687) | Bercari majordom de palau de Nèustria († 687) | Bercari majordom de palau de Nèustria († 687) |              |              | Anstruda                                      | Anstruda                                      | Anstruda                                      | Anstruda                                      | Anstruda                                      | Anstruda                                      |                                |                                | Gislemar majordom de palau de Nèustria († 685) | Gislemar majordom de palau de Nèustria († 685) | Gislemar majordom de palau de Nèustria († 685) | Gislemar majordom de palau de Nèustria († 685) | Gislemar majordom de palau de Nèustria († 685) | Gislemar majordom de palau de Nèustria († 685) |  |  |  |  |
|                                       |                                       |                                       |                                       |                                       |                                       |                                           |                                           |                                           |                                           |                                           |                                           |                                 |                                 |                                               |                                               |                                               |                                               |                                               |                                               |              |              |                                               |                                               |                                               |                                               |                                               |                                               |                                |                                |                                                |                                                |                                                |                                                |                                                |                                                |  |  |  |  |
|                                       |                                       |                                       |                                       |                                       |                                       | Drogó duc de Xampanya (670 † 708)         | Drogó duc de Xampanya (670 † 708)         | Drogó duc de Xampanya (670 † 708)         | Drogó duc de Xampanya (670 † 708)         | Drogó duc de Xampanya (670 † 708)         | Drogó duc de Xampanya (670 † 708)         |                                 |                                 |                                               |                                               |                                               |                                               | Adaltruda                                     | Adaltruda                                     | Adaltruda    | Adaltruda    | Adaltruda                                     | Adaltruda                                     |                                               |                                               |                                               |                                               |                                |                                |                                                |                                                |                                                |                                                |                                                |                                                |  |  |  |  |
|                                       |                                       |                                       |                                       |                                       |                                       | Drogó duc de Xampanya (670 † 708)         | Drogó duc de Xampanya (670 † 708)         | Drogó duc de Xampanya (670 † 708)         | Drogó duc de Xampanya (670 † 708)         | Drogó duc de Xampanya (670 † 708)         | Drogó duc de Xampanya (670 † 708)         |                                 |                                 |                                               |                                               |                                               |                                               | Adaltruda                                     | Adaltruda                                     | Adaltruda    | Adaltruda    | Adaltruda                                     | Adaltruda                                     |                                               |                                               |                                               |                                               |                                |                                |                                                |                                                |                                                |                                                |                                                |                                                |  |  |  |  |
|                                       |                                       |                                       |                                       |                                       |                                       |                                           |                                           |                                           |                                           |                                           |                                           |                                 |                                 |                                               |                                               |                                               |                                               |                                               |                                               |              |              |                                               |                                               |                                               |                                               |                                               |                                               |                                |                                |                                                |                                                |                                                |                                                |                                                |                                                |  |  |  |  |
|                                       |                                       |                                       |                                       |                                       |                                       |                                           |                                           |                                           |                                           |                                           |                                           |                                 |                                 |                                               |                                               |                                               |                                               |                                               |                                               |              |              |                                               |                                               |                                               |                                               |                                               |                                               |                                |                                |                                                |                                                |                                                |                                                |                                                |                                                |  |  |  |  |
| Arnulf duc (dels burgundis ?) († 723) | Arnulf duc (dels burgundis ?) († 723) | Arnulf duc (dels burgundis ?) († 723) | Arnulf duc (dels burgundis ?) († 723) | Arnulf duc (dels burgundis ?) († 723) | Arnulf duc (dels burgundis ?) († 723) |                                           |                                           | Hug arquebisbe de Rouen († 730)           | Hug arquebisbe de Rouen († 730)           | Hug arquebisbe de Rouen († 730)           | Hug arquebisbe de Rouen († 730)           | Hug arquebisbe de Rouen († 730) | Hug arquebisbe de Rouen († 730) |                                               |                                               | Pipí († 723)                                  | Pipí († 723)                                  | Pipí († 723)                                  | Pipí († 723)                                  | Pipí († 723) | Pipí († 723) |                                               |                                               | Godofreu (testimoniat 708-723)                | Godofreu (testimoniat 708-723)                | Godofreu (testimoniat 708-723)                | Godofreu (testimoniat 708-723)                | Godofreu (testimoniat 708-723) | Godofreu (testimoniat 708-723) |                                                |                                                |                                                |                                                |                                                |                                                |  |  |  |  |